# Dòrria
Dòrria es una localidad española del municipio gerundense de Tosas, en la comunidad autónoma de Cataluña.

## Historia
Hacia mediados del siglo XIX, la localidad, que por entonces ya pertenecía al municipio de Tosas, tenía una población de 109 habitantes y un total de 25 casas. Aparece descrita en el séptimo volumen del Diccionario geográfico-estadístico-histórico de España y sus posesiones de Ultramar de Pascual Madoz de la siguiente manera:

DORRIA: l. en la prov. de Gerona (15 leg.), part. jud. de Ribas (2), aud. terr. y c. g. de Barcelona (21), dióc. de Seo de Urgel (10); forma ayunt. con los pueblos de Tosas, Farnells, Nava y Planes. sit. en una ladera, rodeado de montes, dominado por uno llamado Campo de la Creu, con libre ventilacion y clima sano. Tiene 25 casas, 1 igl. parr. (San Victor papa y mártir)), de la que es anejo la del l. de Fornells, servida por un cura de primer ascenso. El térm. es comun con los de los pueblos de que se compone el ayunt.; la jurisd. de este confina con la Cerdaña francesa, Gombren, Cartellar de Nunch, Urg, Vilar y Planolas, comprende un pequeño barrio ó aldea llamada Casas de Espinosa, el manso que nombran Cugamells, y una ermita dedicada á Sta. Bárbara. El terreno es frío y montuoso en general, le fertilizan cuatro arroyos nombrados Bosquet, Torren-petit, Torren-gros y Torren-llobre, cuyas crecidas corrientes se unen y confluyen en el r. Rigat, junto al caserio Espinosa. Los caminos dirigen á los pueblos limítrofes, á Francia y á Puígcerdá, y se hallan en mal estado. De este último punto y de Ripoll, se recibe por conductor el correo sin dia fijo. prod.: centeno, cebada, maiz, garbanzos, trigo, patatas y legumbres; cria ganado de todas clases, con preferencia el vacuno; caza de liebres y perdices, y pesca de truchas esquisitas. ind. la agricola y un molino harinero. comercio: de ganados, esportacion de frutos sobrantes é importacion de vino, aguardiente y aceite. pobl.: 21 vec., 109 alm. cap. prod.: 1.068,000 rs. imp.: 26,700.
(Madoz, 1847, p. 411)

En 2021, la entidad singular de población tenía censados 15 habitantes y el núcleo de población 11 habitantes.